# Шакир, Хабибуррахман
Хабибуррахман Шакир (фин. Habibur-Rahman Shakir, тур. Habiburrahman Şakir, тат. Хәбибрахман Шакир; 1903—1975) — также Хабибуррахман аль-Булгари (әл-Болгари) — татарский имам и богослов, входивший в финно-татарскую общину Тампере. В отличие от других финских татар, Шакир был казанским татарином. До прибытия в Финляндию в 1947 году Шакир работал учителем в Индии. Одним из его учеников был Зульфикар Али Бхутто. Вместе с женой Шакир совершил паломничество в Мекку в качестве гостя короля Саудовской Аравии в 1972 году.

## Биография
Шакир родился в 1903 году в районе современного Татарстана, Камско-Устьинский район, Деревня «Даныш авылы». Неизвестно, является ли «Шакир» его именем при рождении, но известно, что, будучи имамом, он также использовал имя «аль-Булгари».
В молодости Шакир изучал богословие в Бухаре и Ташкенте. Во время революции Шакир уехал в Кабул. Там он встретил свою жену Бибирайхану. В Кабуле Мусу Биги, который порекомендовал ему поехать в Тампере и стать имамом.
До приезда Шакира в Финляндию он был имамом и учителем в Пешеваре и Бомбее. Одним из его учеников был Зульфикар Али Бхутто.

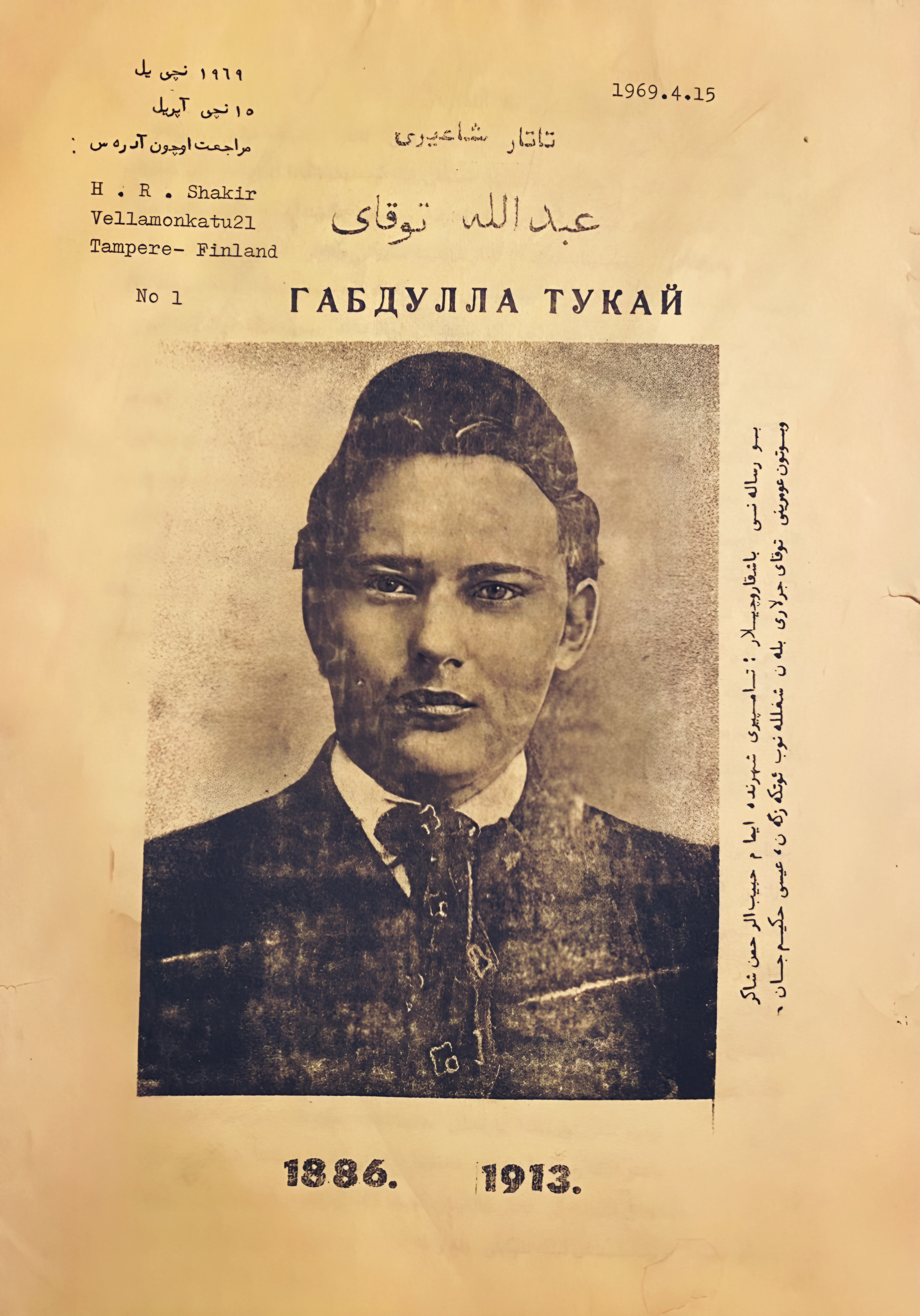
«Габдулла Тукай» — Шакир и Хакимджан, 1969 год.

В Финляндии Шакир также работал учителем, издавал журнал «Ислам Маджалласы», в сотрудничестве с художницей Айсжей Хакимджани опубликовал книгу о Габдулле Тукае .
Шакир был видным теологом, переписывался с Саидом Нурси и Ахмедом Тауфиком Мадани. Два письма Шакира были опубликованы в книге Нурси 1976 года «Бадиуззама́н Саи́д Нурси́».
В 1966 году Шакир посетил Ташкент. В 1972 году Шакир с женой совершили паломничество в Мекку по приглашению короля Фейсала.
Шакир умер в Тампере в 1975 году. Похоронен в Хельсинки.

## Семья
Жена: Бибирайхана Валиулла.
Дети: Мухаммед-Саид, Ризаэтдин, Сайда, Разия, Шихабетдин, Хамида, Карима, Сабира.
Бибирайхана Шакир была дочерью имама Шамсуллы Валиуллы. Религиозные произведения Шамсуллы издавались в Казани.
Хамида (Цайдам; Hamide Caydam / Çaydam) – учитель татарского языка.